# Thomas Jackson Rodman

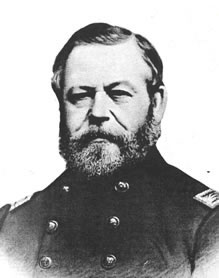
Thomas Jackson Rodman

Thomas Jackson Rodman (31 de julho de 1816 – 7 de junho de 1871) foi um artilheiro, inventor de munições e especialista em armamentos, seguindo carreira como oficial do Exército dos Estados Unidos. Serviu como oficial do Exército da União durante a Guerra de Secessão e destacou-se pelas diversas melhorias e inovações no campo da artilharia usada pelas forças da União.
É especialmente lembrado pelo desenvolvimento do Rodman gun, que em variados calibres teve uso extensivo em defesas costeiras, sendo chamado de “o mais resistente canhão em ferro fundido já produzido”. O general Rodman descobriu também o uso de grãos moldados de pólvora, em que a compressão e o formato pré-planejado dos grãos de pólvora permitiam o controle de produção de gases na queima. O resultado foram maiores velocidades iniciais (muzzle velocities) com pressões máximas inferiores, em comparação ao desempenho com pólvora em grânulos convencionais. O grão de pólvora Rodman “sete perfurações” (seven perforation grain) recebeu esse nome em sua homenagem, e formatos semelhantes de propelentes são ainda usados hoje em artilharia, foguetes e sistemas infladores de airbags automotivos. Após o conflito, Rodman permaneceu no Exército dos EUA em sua especialidade; também é notado por controvérsias supostamente ocorridas durante seu comando do Watertown Arsenal.

## Início de vida e carreira
Thomas Jackson Rodman nasceu em 1816 numa fazenda perto de Salem, condado de Washington, Indiana. Era filho de James Rodman e Elizabeth Burton, esta originária da Virgínia. Em 1837, ingressou na Academia Militar dos Estados Unidos em West Point, graduando-se quatro anos depois em sétimo lugar numa turma de 52 cadetes. Em 1 de julho de 1841, foi nomeado brevet segundo-tenente do Departamento de Artilharia e Armamentos do Exército dos EUA.
Em 13 de dezembro de 1843, Rodman se casou com Martha Ann Black (1823–1908), tendo o casal sete filhos. As duas filhas chamaram-se Florence (nascida em 1849) e Ella Elizabeth (nascida em 1856), e os cinco filhos foram: John B. (1844–1909), Edmund B. (nascido em 1846), Thomas Jackson Jr. (1852–1919), Robert S. (1855) e Addison B. (1858).
Dois desses filhos também frequentaram West Point. Addison Burton Rodman ingressou em 1 de julho de 1877, mas renunciou em 18 de dezembro do mesmo ano. John Black Rodman ingressou em 1 de setembro de 1863, formou-se em 15 de junho de 1868, serviu inicialmente no 20.º Regimento de Infantaria dos EUA e alcançou o posto de coronel antes de se aposentar.
Rodman esteve em ação limitada de 1846 a 1848 durante a Guerra Mexicano-Americana.

## O canhão Rodman e serviço na Guerra Civil
A partir de 1844, Rodman fez experiências para superar as limitações de fundição de canhões em ferro fundido. À época, todos os canhões em ferro eram fundidos num bloco sólido, resfriando de fora para dentro, causando resfriamento desigual e possíveis rachaduras, agravadas em canhões de grande calibre com perfurações. Tais canhões podiam se partir ou explodir ao disparar. Depois de anos de trabalho, Rodman desenvolveu um método para fundir o ferro em torno de um molde oco, aplicando água corrente pelo interior do tubo para resfriá-lo, e mantendo o exterior aquecido. Isso produziu paredes mais coesas e de espessura consistente. Tal processo, hoje chamado “wet chill process” (“processo de resfriamento úmido”), empurrou as impurezas para fora e ajudou a contrair o metal em direção ao interior de forma segura. Rodman patenteou essa invenção.
Em 3 de março de 1847, foi promovido a primeiro-tenente, e a capitão em 1 de julho de 1855. Rodman testou sua teoria por quase uma década na Fort Pitt Foundry em Pittsburgh, e em 1859 o Departamento de Guerra dos Estados Unidos aprovou a construção de um columbiade de 15 polegadas segundo seu projeto. Em 23 de dezembro, um protótipo foi fundido e testado com 509 disparos sem problemas. No ano seguinte, concluiu sua supervisão na fundição e o canhão foi enviado para testes na Fortaleza Monroe, Old Point Comfort, Península da Virgínia, sendo bem-sucedido em março de 1861. Devido ao tamanho e peso, era adequado a posições fixas, não servindo como artilharia de campanha nem embarcada. Tinha comprimento total de 4,82 m, peso de cerca de 22,7 t, e podia disparar projéteis maciços ou ogivas explosivas, servindo de base para os futuros canhões Rodman.
Rodman também melhorou a efetividade da pólvora de canhão. Em 1856, experimentos mostraram que comprimir a pólvora em grãos hexagonais com perfurações longitudinais fazia-a queimar tanto por fora quanto por dentro, prolongando e uniformizando sua combustão no cano. Assim, obteve maior velocidade de boca (muzzle velocity) e maior alcance, sem pressões máximas tão elevadas. Em 17 de abril de 1861, relatou ao Departamento de Guerra que podia produzir canhões confiáveis, virtualmente de qualquer dimensão, usando seus métodos. Em novembro de 1861, o governo americano encomendou seu primeiro canhão Rodman de 15 polegadas, “o maior do arsenal dos EUA”. Durante a Guerra Civil, o governo adquiriu cerca de 130 canhões Rodman de 15 polegadas, 445 de 10 polegadas e 213 de 8 polegadas, além de quantidades posteriores ao conflito.

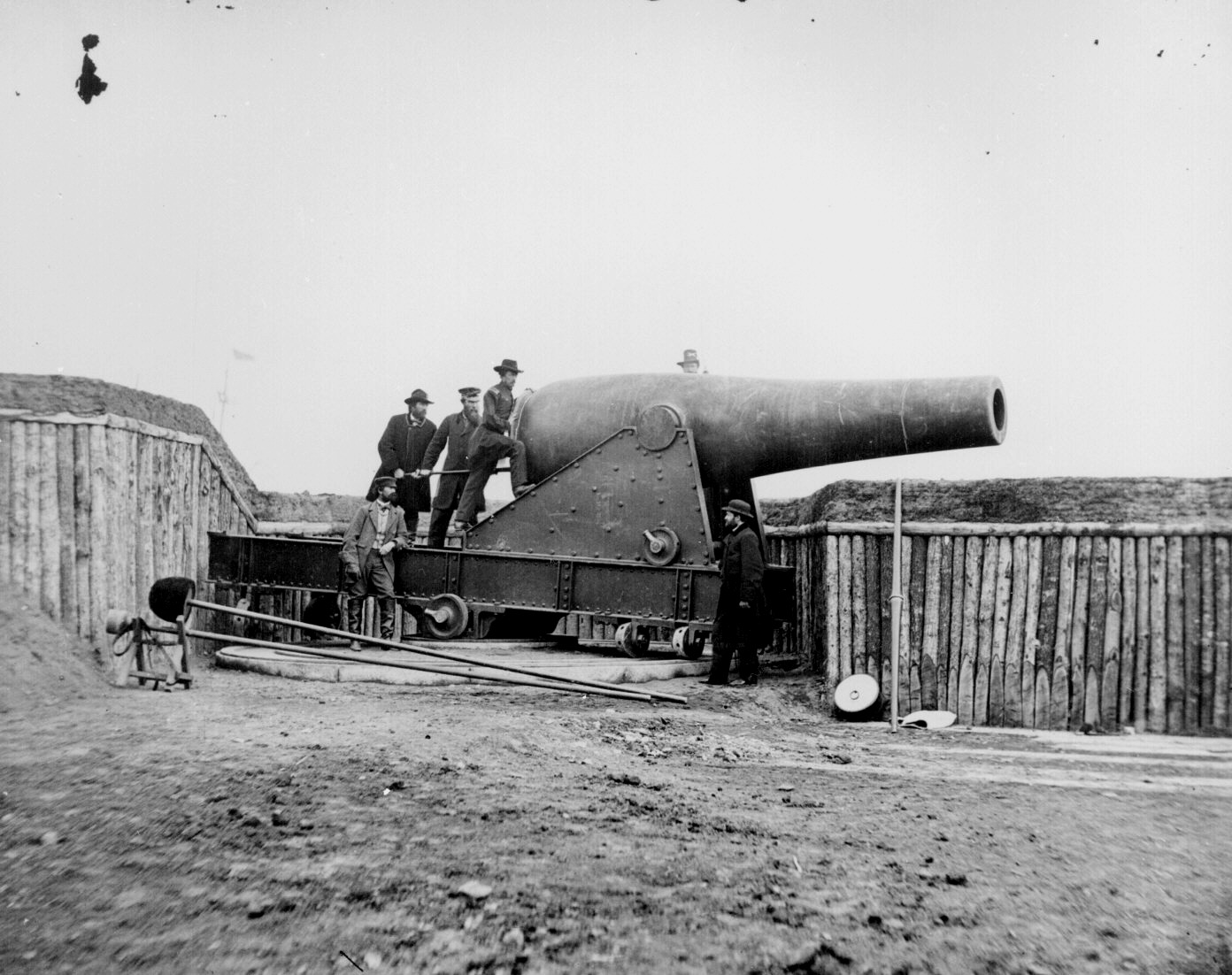
Exemplo de canhão Rodman de 15 polegadas na Guerra de Secessão, parte da Battery Rodgers, protegendo Washington, D.C.

Outra inovação de Rodman substituiu o botão traseiro (cascabel) do canhão, habitualmente pequeno e frágil em exemplares grandes. Rodman projetou um botão curto quase tão largo quanto a culatra, marca característica de seus canhões. Também criou instrumentos para medir a pressão interna do canhão.obre a importância de Rodman, escreveu-se:

Ele inventou o processo de fundição oca com resfriamento (wet chill), que resultou no mais resistente canhão de ferro fundido jamais fabricado. Também inventou pólvora prismática e perfurada, proporcionando ignição mais uniforme em canhões de grande calibre. Seus canhões de 15 polegadas foram as principais armas de defesa costeira da União, não apenas na Guerra Civil, mas até a segunda metade do século XIX.
Durante a guerra, Rodman foi comandante e superintendente do Watertown Arsenal, no Charles River em Watertown, Massachusetts, além de integrar o Fortification Board do exército. Em 1 de junho de 1863, foi promovido a major. Passou cerca de três anos desenvolvendo um canhão de 20 polegadas (o maior que criaria). Em 11 de fevereiro de 1864, iniciou a fundição de cerca de 72,6 t de ferro em quatro moldes, seguido de uma semana de resfriamento. Terminada a usinagem num grande torno, também construiu um vagão de trem capaz de suportar o peso do canhão e sua carruagem de 16,3 t. Enquanto aguardava transporte para Fort Hamilton, no porto de Nova Iorque, o canhão atraiu curiosos. Em 23 de julho de 1864, o Pittsburgh Gazette noticiou: “Garotos, entre dez e quinze anos, divertem-se hoje rastejando para dentro do cano. Uma família inteira, incluindo pai e mãe, poderia se abrigar ali — seria um excelente esconderijo em caso de bombardeio...”.
Com o fim da Guerra Civil em 1865, Rodman foi homenageado com três promoções brevet no Exército dos EUA, todas datadas de 13 de março, conferindo-lhe o posto efetivo de brigadeiro-general brevemente.

## Últimos anos, controvérsia e falecimento

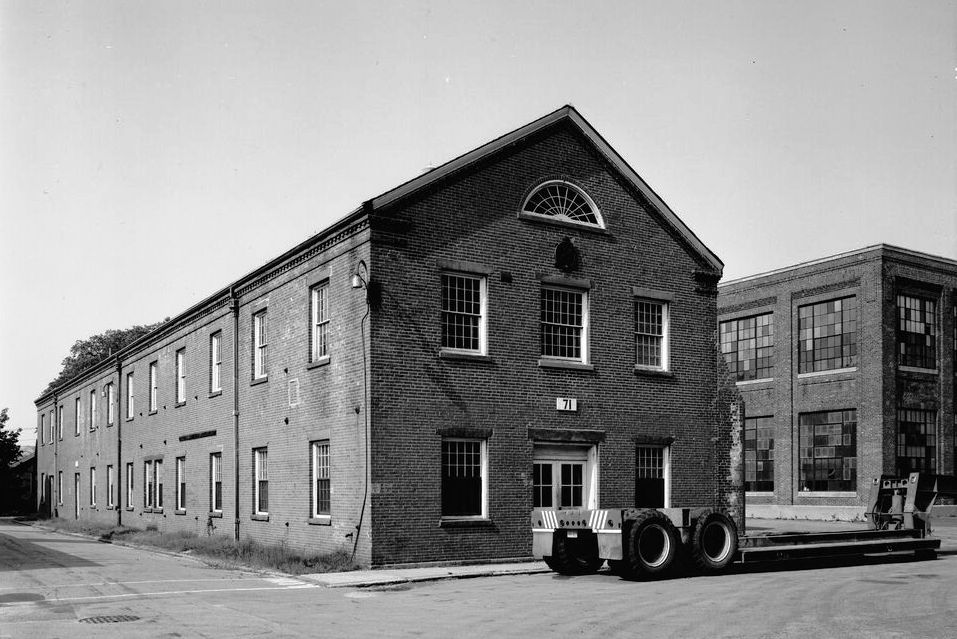
O edifício n.º 71 do Watertown Arsenal, por volta de 1969

Com a guerra encerrada, Rodman permaneceu no Exército. Porém, enquanto comandava o Watertown Arsenal, foi investigado pela Comissão do Congresso sobre a Condução da Guerra por suposta deslealdade, má gestão do arsenal e uso indevido de recursos, entre outros. Em particular, acusaram-no de não ter aderido oficialmente às manifestações de júbilo pela rendição do general Robert E. Lee nem de luto pela morte do presidente Lincoln, de empregar homens supostamente desleais, de demitir 19 funcionárias por circularem petição no laboratório, de manter um funcionário que trabalhava bêbado e de gastar excessivamente na construção de uma nova residência para o comandante do arsenal.

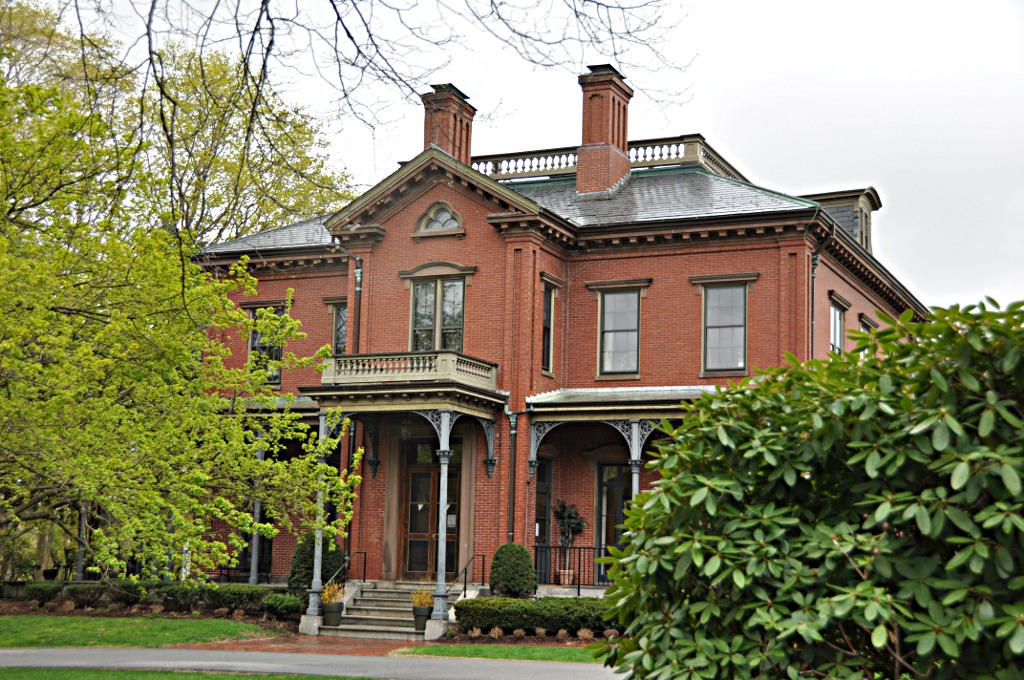
Antiga residência do comandante no Watertown Arsenal

Quase 100 testemunhas foram ouvidas, mas Rodman não pôde confrontá-las, sendo-lhe permitido apenas refutar as alegações por carta ao seu superior, general Alexander B. Dyer, Chefe de Artilharia e Armamentos. Sobre sua lealdade, alegou ter se empenhado em garantir que não houvesse traições, não ocorrendo qualquer acidente no arsenal sob seu comando. Sobre não ter comemorado a vitória da União ou lamentado Lincoln, disse nunca ter recebido ordem oficial para tal. A questão mais debatida foi o custo da residência do comandante, estimado por rumores entre US$ 100 000 e US$ 150 000, beneficiando apenas o próprio Rodman. Ele respondeu ter recebido instruções do Departamento de Armamentos para construí-la (com plantas e especificações), e testemunhos indicaram um custo real entre US$ 40 000 e US$ 60 000, encerrando-se em US$ 63 478,65.
A condução da investigação foi controversa, pois muitos moradores de Watertown enviaram declarações defendendo Rodman, que acabou transferido em julho de 1865 para Rock Island, Illinois, onde supervisionou a construção do futuro Rock Island Arsenal. Em 7 de março de 1867, foi promovido a tenente-coronel permanente. Morreu em serviço em Rock Island em 7 de junho de 1871, sendo sepultado ali em 17 de junho, no cemitério nacional do arsenal.
No padrão de dar nomes a ruas de Washington, D.C. em áreas recém-desenvolvidas homenageando generais da Guerra Civil, uma rua leste-oeste no quadrante Noroeste chama-se Rodman Street NW.